# Чемпионат России по тяжёлой атлетике 2008
Чемпионат России по тяжёлой атлетике 2008 года — 17-й чемпионат России по тяжёлой атлетике проходил в Саранске с 13 по 18 мая.

## Медалисты

### Мужчины
| Дисциплины   | Золото                                              | Золото   | Серебро                                        | Серебро  | Бронза                                              | Бронза   |
| до 56 кг     | до 56 кг                                            | до 56 кг | до 56 кг                                       | до 56 кг | до 56 кг                                            | до 56 кг |
| ------------ | --------------------------------------------------- | -------- | ---------------------------------------------- | -------- | --------------------------------------------------- | -------- |
| Рывок        | Михаил Шевченко Волгоградская область               | 107 кг   | Геннадий Зыков Санкт-Петербург                 | 105 кг   | Артём Фаренюк ХМАО                                  | 105 кг   |
| Толчок       | Михаил Шевченко Волгоградская область               | 127 кг   | Геннадий Зыков Санкт-Петербург                 | 126 кг   | Артём Фаренюк ХМАО                                  | 126 кг   |
| Сумма        | Михаил Шевченко Волгоградская область               | 234 кг   | Геннадий Зыков Санкт-Петербург                 | 231 кг   | Артём Фаренюк ХМАО                                  | 231 кг   |
| до 62 кг     |                                                     |          |                                                |          |                                                     |          |
| Рывок        | Станислав Старков Киров                             | 117 кг   | Антон Дунин Кемеровская область                | 115 кг   | Антон Лустин Краснодарский край                     | 114 кг   |
| Толчок       | Антон Дунин Кемеровская область                     | 152 кг   | Антон Лустин Краснодарский край                | 150 кг   | Станислав Старков Киров                             | 143 кг   |
| Сумма        | Антон Дунин Кемеровская область                     | 267 кг   | Антон Лустин Краснодарский край                | 264 кг   | Станислав Старков Киров                             | 260 кг   |
| до 69 кг     |                                                     |          |                                                |          |                                                     |          |
| Рывок        | Армен Казарян Самарская область                     | 145 кг   | Максим Макаров Архангельская область           | 144 кг   | Евгений Бичиков Брянская область                    | 132 кг   |
| Толчок       | Армен Казарян Самарская область                     | 175 кг   | Евгений Бичиков Брянская область               | 170 кг   | Максим Макаров Архангельская область                | 166 кг   |
| Сумма        | Армен Казарян Самарская область                     | 320 кг   | Максим Макаров Архангельская область           | 310 кг   | Евгений Бичиков Брянская область                    | 302 кг   |
| до 77 кг     |                                                     |          |                                                |          |                                                     |          |
| Рывок        | Руслан Лизунов ХМАО                                 | 157 кг   | Андрей Павленко Ставропольский край            | 155 кг   | Дмитрий Петров Кабардино-Балкария, Брянская область | 150 кг   |
| Толчок       | Дмитрий Петров Кабардино-Балкария, Брянская область | 196 кг   | Андрей Павленко Ставропольский край            | 195 кг   | Руслан Лизунов ХМАО                                 | 191 кг   |
| Сумма        | Андрей Павленко Ставропольский край                 | 350 кг   | Руслан Лизунов ХМАО                            | 348 кг   | Дмитрий Петров Кабардино-Балкария, Брянская область | 346 кг   |
| до 85 кг     |                                                     |          |                                                |          |                                                     |          |
| Рывок        | Роман Хаматшин Приморский край                      | 165 кг   | Анатолий Лукишин Чувашия, Санкт-Петербург      | 162 кг   | Расул Саракаев Кабардино-Балкария                   | 160 кг   |
| Толчок       | Роман Хаматшин Приморский край                      | 205 кг   | Расул Саракаев Кабардино-Балкария              | 205 кг   | Анатолий Лукишин Чувашия, Санкт-Петербург           | 203 кг   |
| Сумма        | Роман Хаматшин Приморский край                      | 370 кг   | Расул Саракаев Кабардино-Балкария              | 365 кг   | Анатолий Лукишин Чувашия, Санкт-Петербург           | 365 кг   |
| до 94 кг     |                                                     |          |                                                |          |                                                     |          |
| Рывок        | Хаджимурад Аккаев Кабардино-Балкария, Москва        | 180 кг   | Андрей Скоробогатов Ростовская область         | 177 кг   | Андрей Деманов Татарстан                            | 170 кг   |
| Толчок       | Хаджимурад Аккаев Кабардино-Балкария, Москва        | 215 кг   | Андрей Скоробогатов Ростовская область         | 215 кг   | Андрей Деманов Татарстан                            | 215 кг   |
| Сумма        | Хаджимурад Аккаев Кабардино-Балкария, Москва        | 395 кг   | Андрей Скоробогатов Ростовская область         | 392 кг   | Андрей Деманов Татарстан                            | 215 кг   |
| до 105 кг    |                                                     |          |                                                |          |                                                     |          |
| Рывок        | Дмитрий Лапиков Калининградская область             | 200 кг   | Глеб Писаревский Архангельская область, Москва | 200 кг   | Дмитрий Клоков Московская область, Башкортостан     | 195 кг   |
| Толчок       | Дмитрий Клоков Московская область, Башкортостан     | 235 кг   | Дмитрий Лапиков Калининградская область        | 233 кг   | Глеб Писаревский Архангельская область, Москва      | 232 кг   |
| Сумма        | Дмитрий Лапиков Калининградская область             | 433 кг   | Глеб Писаревский Архангельская область, Москва | 432 кг   | Дмитрий Клоков Московская область, Башкортостан     | 430 кг   |
| свыше 105 кг |                                                     |          |                                                |          |                                                     |          |
| Рывок        | Евгений Писарев Ставропольский край                 | 196 кг   | Игорь Луканин Краснодарский край               | 193 кг   | Юрий Шеломанов Новосибирская область                | 190 кг   |
| Толчок       | Юрий Шеломанов Новосибирская область                | 242 кг   | Евгений Писарев Ставропольский край            | 235 кг   | Игорь Луканин Краснодарский край                    | 228 кг   |
| Сумма        | Юрий Шеломанов Новосибирская область                | 432 кг   | Евгений Писарев Ставропольский край            | 431 кг   | Игорь Луканин Краснодарский край                    | 421 кг   |

### Женщины
| Дисциплины  | Золото                                     | Золото   | Серебро                                                | Серебро  | Бронза                                            | Бронза   |
| до 48 кг    | до 48 кг                                   | до 48 кг | до 48 кг                                               | до 48 кг | до 48 кг                                          | до 48 кг |
| ----------- | ------------------------------------------ | -------- | ------------------------------------------------------ | -------- | ------------------------------------------------- | -------- |
| Рывок       | Ильзира Миниева Башкортостан               | 70 кг    | Ираида Цыварёва Архангельская область                  | 69 кг    | Светлана Хаматшина Приморский край                | 65 кг    |
| Толчок      | Ильзира Миниева Башкортостан               | 85 кг    | Ираида Цыварёва Архангельская область                  | 85 кг    | Светлана Хаматшина Приморский край                | 80 кг    |
| Сумма       | Ильзира Миниева Башкортостан               | 155 кг   | Ираида Цыварёва Архангельская область                  | 154 кг   | Светлана Хаматшина Приморский край                | 145 кг   |
| до 53 кг    |                                            |          |                                                        |          |                                                   |          |
| Рывок       | Дарья Кошкина Московская область           | 79 кг    | Юлия Артемьева Красноярский край                       | 75 кг    | Регина Мавлютова Башкортостан                     | 71 кг    |
| Толчок      | Юлия Артемьева Красноярский край           | 95 кг    | Дарья Кошкина Московская область                       | 90 кг    | Регина Мавлютова Башкортостан                     | 90 кг    |
| Сумма       | Юлия Артемьева Красноярский край           | 170 кг   | Дарья Кошкина Московская область                       | 169 кг   | Регина Мавлютова Башкортостан                     | 161 кг   |
| до 58 кг    |                                            |          |                                                        |          |                                                   |          |
| Рывок       | Марина Шаинова Краснодарский край          | 102 кг   | Александра Насырова Ульяновская область                | 90 кг    | Елена Лябина Москва                               | 86 кг    |
| Толчок      | Марина Шаинова Краснодарский край          | 130 кг   | Елена Лябина Москва                                    | 109 кг   | Александра Насырова Ульяновская область           | 102 кг   |
| Сумма       | Марина Шаинова Краснодарский край          | 232 кг   | Елена Лябина Москва                                    | 195 кг   | Александра Насырова Ульяновская область           | 192 кг   |
| до 63 кг    |                                            |          |                                                        |          |                                                   |          |
| Рывок       | Светлана Царукаева Москва, РСО-Алания      | 104 кг   | Татьяна Нияматова Свердловская область                 | 90 кг    | Светлана Хабирова ЯНАО                            | 90 кг    |
| Толчок      | Светлана Царукаева Москва, РСО-Алания      | 132 кг   | Татьяна Нияматова Свердловская область                 | 117 кг   | Светлана Хабирова ЯНАО                            | 115 кг   |
| Сумма       | Светлана Царукаева Москва, РСО-Алания      | 236 кг   | Татьяна Нияматова Свердловская область                 | 207 кг   | Светлана Хабирова ЯНАО                            | 205 кг   |
| до 69 кг    |                                            |          |                                                        |          |                                                   |          |
| Рывок       | Оксана Сливенко Москва, Московская область | 115 кг   | Виктория Семёнова Красноярский край                    | 100 кг   | Юлия Сухова Ростовская область, Самарская область | 100 кг   |
| Толчок      | Оксана Сливенко Москва, Московская область | 145 кг   | Виктория Семёнова Красноярский край                    | 136 кг   | Юлия Сухова Ростовская область, Самарская область | 125 кг   |
| Сумма       | Оксана Сливенко Москва, Московская область | 260 кг   | Виктория Семёнова Красноярский край                    | 236 кг   | Юлия Сухова Ростовская область, Самарская область | 225 кг   |
| до 75 кг    |                                            |          |                                                        |          |                                                   |          |
| Рывок       | Надежда Евстюхина Москва, Пенза            | 125 кг   | Екатерина Жуковская Красноярский край                  | 115 кг   | Татьяна Семёнова Кемеровская область              | 104 кг   |
| Толчок      | Надежда Евстюхина Москва, Пенза            | 150 кг   | Екатерина Жуковская Красноярский край                  | 135 кг   | Татьяна Семёнова Кемеровская область              | 124 кг   |
| Сумма       | Надежда Евстюхина Москва, Пенза            | 275 кг   | Екатерина Жуковская Красноярский край                  | 250 кг   | Татьяна Семёнова Кемеровская область              | 228 кг   |
| свыше 75 кг |                                            |          |                                                        |          |                                                   |          |
| Рывок       | Наталья Гагарина Челябинская область       | 120 кг   | Юлия Коновалова Московская область, Краснодарский край | 110 кг   | Анастасия Черных Ростовская область               | 110 кг   |
| Толчок      | Наталья Гагарина Челябинская область       | 140 кг   | Юлия Коновалова Московская область, Краснодарский край | 135 кг   | Анастасия Черных Ростовская область               | 130 кг   |
| Сумма       | Наталья Гагарина Челябинская область       | 260 кг   | Юлия Коновалова Московская область, Краснодарский край | 245 кг   | Анастасия Черных Ростовская область               | 240 кг   |